# Franciszek Jundziłł (zm. 1818)
Franciszek Jundziłł herbu Łabędź (zm. w 1818 roku) – podkomorzy grodzieński w 1784 roku, hrabia pruski w 1798 roku. Był konsyliarzem Rady Nieustającej z nominacji sejmu grodzieńskiego (1793), komisarz Komisji Porządkowej Cywilno-Wojskowej województwa trockiego powiatu grodzieńskiego w 1790 roku.
W 1792 roku odznaczony Orderem Orła Białego, w 1790 roku został kawalerem Orderu Świętego Stanisława.